# Eoophyla belladotae
Eoophyla belladotae là một loài bướm đêm trong họ Crambidae.